# Platform Bètatechniek
Platform Bètatechniek was een Nederlandse overheidsorganisatie.

## Doelstelling
Het platform kreeg van het ministerie van Onderwijs, Cultuur en Wetenschap opdracht om in 2010 15% meer uitstroom van bètastudenten te genereren ten opzichte van 2000. De doelstelling komt voort uit de Strategie van Lissabon van 2000. Het kabinet-Balkenende II stelde in 2004 in een kabinetsplan het Nationale Actieplan Bèta/techniek of kortweg Deltaplan op, waarin de aanpak van het bewerkstelligen van het doel uiteengezet wordt.

## Evenementen
Op 11 november 2008 organiseerde het Platform voor de tweede maal de Vliegende Hollanders 2008 Science & Technology Summit. Deze bestaat uit publieksdebatten, expertmeetings, lezingen en een wetenschaps- en technologieparade. Diverse mensen leveren een bijdrage: technologen en wetenschappers met baanbrekende ideeën, ondernemers met initiatief, bestuurders die mogelijkheden creëren, vooruitstrevende docenten en jong talent. Het programma was bedoeld voor iedereen die deelneemt aan een Platform-programma of bezig is met bètatechniek in Nederland, van de leraar op de basisschool tot de bestuursvoorzitter van een multinationale onderneming. Minister Ronald Plasterk opende het evenement en tevens was er een bijdrage van prins Friso.
Op 18 november 2010 waren Neil Armstrong en Steve Wozniak te gast bij de Meet the Future, Science & Technology Summit 2010 in het World Forum Convention Center in Den Haag.